# Datthausen
Datthausen ist ein Ortsteil der Gemeinde Obermarchtal im Alb-Donau-Kreis in Baden-Württemberg. Der Weiler liegt circa zwei Kilometer südwestlich von Obermarchtal und ist über die Bundesstraße 311 und die Landstraße 271 zu erreichen.

## Geschichte
Der Ort an der Donau entstand während des merowingischen Landausbaus. Im 13. und 14. Jahrhundert hatten die Herren von Stein in Datthausen ihren Sitz auf der abgegangenen Burg. Die Herrschaft ging wohl von den Grafen von Berg beziehungsweise den Herren von Stein, vielleicht zusammen mit der Burg 1377 und 1390 an das Kloster Obermarchtal. 
Im Jahr 1932 wurde Datthausen in die Gemeinde Obermarchtal eingegliedert.

## Sehenswürdigkeiten
- Georgskapelle von 1720